# Guéréo
Guéréo (ou Guerew) est un village du Sénégal, situé sur la Petite-Côte, au sud de Dakar.

## Histoire
Le nom du village serait venu du mot wolof nguiro (en français, s'embourber).
Il se raconte que pendant la période de l'esclavage, un « chef » à la recherche d'hommes valides à vendre, avait quitté le village de Somone pour se rendre à Guéréo. Arrivé à hauteur de la lagune, il trouva des femmes du village en train de chercher des huitres, à qui il demanda de lui montrer la route qui mène au village.
Ces dernières ayant pressenti l'objet de sa visite lui indiquèrent une fausse route, qui passe par une zone à l'intérieur de la lagune où le sable est très argileux et mouvant, appelé « Louféne ». En essayant de traverser la lagune à partir de « Loufène », les chevaux du chef s'embourbèrent au milieu de la lagune et ne pouvant pas traverser le négrier était obligé de rebrousser chemin, laissant sur place quelques chevaux. De retour au village de La Somone, il annonça aux villageois que ses chevaux étaient restés nguiro. C'est de la déformation du mot nguiro que serait venu le nom du village de Guéréo.
Par ailleurs, il se raconte également que le génie protecteur de la lagune appelé « Sang » avait donné en mariage sa fille au fils de « Mama Nguédji », génie protecteur du fleuve de Joal-Fadiouth et pour cadeau de mariage, ce dernier lui aurait remis de petites huîtres et cette même année, toute la lagune se peupla d'huîtres.
D'autre part, selon les archives de l'Église catholique sénégalaise, ce serait  dans ce village de Guéréo que s’installèrent les premiers missionnaires catholiques européens, précisément aux alentours du puits « Ndersakh ».
En 1885, lors d’un voyage d’exploration, Monseigneur Rielk découvre Guéréo, village voisin de Popenguine au Sénégal et c'est à Guéréo que les premières évangélisations, dont celle du premier chef du Clergé sénégalais Monseigneur Thandoum, se sont passées non comme souvent dit à Popenguine.

## Administration
Guéréo fait partie de la communauté rurale de Sindia, dans le département de M'bour (région de Thiès). 
Sur le plan administratif, le village est dirigé par un chef de village représenté dans les différents quartiers par des délégués de quartiers. Le chef de village a un rôle de trait d'union entre les villageois et l'administration centrale. Toutes les sensibilités politiques sont représentées et participent au dialogue intercommunautaire.

## Géographie
À 60 km de la capitale du Sénégal (Dakar), sur la Petite-Côte de la région de Thiès s’est implanté l’un des plus grands villages de la région, en termes de population, le village de Guéréo (source recensement général de la population du Sénégal de 1988).
Avec le village de Ngaparou, Guéréo se présente comme une locomotive politique de la communauté rurale de Sindia.
La montagne de Cap de Naze se dresse au nord pour le séparer du village de Popenguine et la lagune Somone, au sud lui sert de limite au village du même nom. À l’ouest, s’étend l’océan Atlantique avec une très belle plage sur une côte de 5 km. À l'est, les villages de Thiafoura, Sorokhassap et Kiniabour lui servent de desserte pour atteindre la route bitumée qui mène vers Popenguine où se trouve la résidence secondaire du Président de la République du Sénégal.
Le village de Guéréo est resté longtemps isolé, surtout en période d’hivernage, du fait de l’inexistence d’une route praticable. Les habitants se plaisent à dire d'ailleurs que de Bargny  jusqu'à la pointe de Sangomar Guéréo est le seul gros village qui n'a pas de route bitumée. C’est seulement en 1999 que la souffrance des populations a été un peu allégée, grâce à la réalisation d’une piste de production, en latérite, sur la distance de 6,2 km qui le sépare de la route de Popenguine.
Les dernières évaluations faites par les autorités administratives locales estiment la population de Guéréo à quelque 8 000, une population composée essentiellement de deux ethnies : les Lébous qui dominent et les Sérères. Les Lébous sont traditionnellement appelés des paysans-pêcheurs. On les retrouve dans la presqu'île du Cap-Vert et le long de la façade maritime méridionale jusqu'à Mbour, c'est-à-dire sur la Petite-Côte. Ainsi de Dakar jusqu'à Mbour le littoral est bordé par les villages traditionnels lébous, tels qu'Yène, Ndayane, Guéréo, Somone, Ngaparou, etc. Ils ont une organisation socio-économique mixte, basée sur l'agriculture et la pêche.
Malgré sa proximité avec le village de Popenguine, connu à travers la fête de Pentecôte comme base de la chrétienté, le village de Guéréo est aujourd'hui habité par une population entièrement musulmane et la confrérie Tidjane représente près de 99 % de la population. Au sein de cette Confrérie, le Dahiratoul Moustarchidina Wal Moustarchidaty est bien représenté.

### Économie
Ce terroir regorge de ressources halieutiques, de sites historiques et de belles plages. Il est habité essentiellement par des Lébous, souvent pêcheurs ; les autres activités sont l'agriculture et le commerce. Depuis une décennie, des activités ostréicoles se développent autour de la lagune Somone. 
Au niveau des infrastructures éducatives, le village dispose de trois écoles élémentaires, dont deux publiques et une privée franco-arabe. Guéréo dispose aussi d'une école secondaire depuis 2004.
La population est très dynamique. Plusieurs associations (de femmes et des jeunes) luttent pour sortir le village de l'enclavement géographique et politique dont il est victime depuis des décennies. Parmi ces associations, nous avons l'Amicale des Élèves et des Étudiants ressortissant de Guéréo (AMEERG) qui s'est investie dans une tâche avant-gardiste en voulant défendre les intérêts du village. Cette défense passe par l'encadrement des jeunes et des femmes par des programmes citoyens et éducatifs visant essentiellement la santé et l'environnement. Les associations de femmes aussi sont très dynamiques, surtout sur les questions liées à l'environnement.

### Filmographie
- (fr) 1970 : Guereo, village de Djibril N'Diaye, film de Thierno Faty Sow